# Władysław Kurowski
Władysław Michał Kurowski (ur. 14 kwietnia 1960 w Myślenicach) – polski polityk, nauczyciel i samorządowiec, w latach 1998–2002 burmistrz Myślenic, w latach 2002–2006 wicestarosta myślenicki, poseł na Sejm IX i X kadencji.

## Życiorys
Ukończył studia w Wyższej Szkole Pedagogicznej w Krakowie. Przez kilkanaście lat pracował jako nauczyciel w Szkole Podstawowej nr 2 i w Gimnazjum nr 1 w Myślenicach oraz w Szkole Podstawowej i Gimnazjum w Krzyszkowicach. Pełnił funkcję przewodniczącego oświatowej „Solidarności” w powiecie myślenickim. W latach 90. został radnym miejskim Myślenic. W wyborach parlamentarnych w 1997 bez powodzenia ubiegał się o mandat poselski z listy Akcji Wyborczej Solidarność w województwie krakowskim. W wyborach samorządowych w 1998 uzyskał mandat radnego powiatu myślenickiego z ramienia AWS. Od 1998 do 2002 sprawował urząd burmistrza Myślenic.
W 2002 wybrany na radnego rady powiatu z listy Ligi Polskich Rodzin, do 2006 pełnił funkcję wicestarosty tego powiatu. Przez dziesięć lat zarządzał Zakładem Obsługi Szkół w Pcimiu. W wyborach samorządowych w 2014 i 2018 ponownie wybierany do rady powiatu jako kandydat Prawa i Sprawiedliwości. W 2019 powołany na sekretarza gminy Pcim.
W wyborach parlamentarnych w 2019 z listy PiS uzyskał mandat posła na Sejm IX kadencji z okręgu podkrakowskiego, otrzymując 10 525 głosów. W wyborach w 2023 z powodzeniem ubiegał się o reelekcję (z wynikiem 12 320 głosów).

## Życie prywatne
Mieszkaniec Jawornika, w 2010 objął funkcję sołtysa tej miejscowości. W miejscowości tej zajął się też prowadzeniem gospodarstwa ogrodniczego. Jest żonaty, ma troje dzieci.